# Fährstraße 24 (Stralsund)
Das Gebäude mit der postalischen Adresse Fährstraße 24 ist ein denkmalgeschütztes Bauwerk in der Fährstraße im Stadtgebiet Altstadt der Stadt Stralsund. Es bildet eine Einheit mit dem benachbarten, „Scheelehaus“ genannten Gebäude Fährstraße 23.

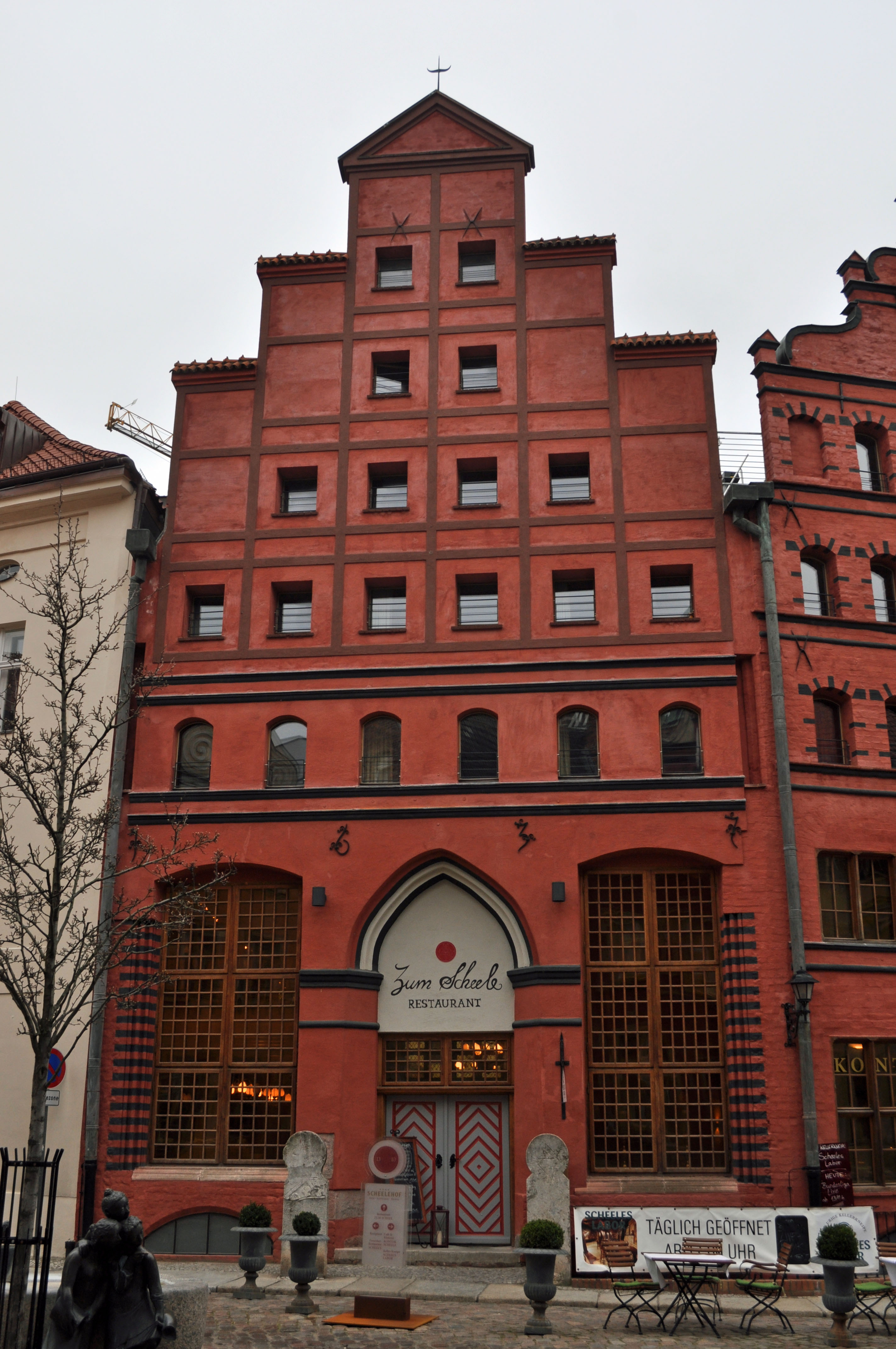
Das Haus Fährstraße 24 in Stralsund (2012)

Das zweigeschossige giebelständige Haus wurde im 14. Jahrhundert errichtet. 1637 wurde es umgebaut, nochmals im 19. Jahrhundert.
Bei einer Sanierung 1980 bis 1983 wurde das Erdgeschoss in der Fassung des Giebelhauses des Mittelalters, der Giebel in der Fassung der Umgestaltungen des 17. und 19. Jahrhunderts hergestellt. Die mittig angeordnete Spitzbogenblende über dem Portal wird von je einem hohen Stichbogenfenster flankiert. Im ersten Obergeschoss sind Segmentbogenluken und im Stufengiebel Rechteckfenster zu sehen. Gekrönt wird der Giebel von einem dreieckigen Aufsatz.
Die Diele im Inneren des Hauses wurde 1983 mit einer barocken Galerie saniert. Die 1983 vor dem Eingang aufgestellten Beischlagsteine stammen aus dem Besitz des Stralsunder Kulturhistorischen Museums. Über dem Eingang war bis zur Sanierung 2010 der Schriftzug „Scheele Haus“ angebracht. Den Namen trug das Haus seit 1875, damals wurde vom Polytechnischen Verein eine Gedenktafel angebracht; der Chemiker Carl Wilhelm Scheele wurde im benachbarten Gebäude geboren.
Nach der Sanierung in den 1980er Jahren war hier eine Gaststätte der HO angesiedelt. Im Jahr 2001 schloss die Gaststätte.
Beide Gebäude befanden sich bis 2010 in einem sanierungsbedürftigen Zustand. Sie waren bis 2010 im Besitz der Stadt Stralsund, da ein Verkauf bis dato am hohen Sanierungsaufwand scheiterte. Als Zwischenlösung wurden die Räume für eine Ausstellung von Modellen der Gebäude Stralsunds genutzt. Im März 2010 erwarb Joachim Siemers, Chef der Altonaer Kistenfabrik Adolf Siemers, das Haus für 90.000 Euro; vom Kaufpreis von 1,6 Millionen Euro waren die Kosten für Sanierungsfehler aus den 1980er Jahren abgezogen worden. Er ließ die Häuser sanieren und eröffnete in den Räumlichkeiten Gaststätten und das Hotel Scheelehof.
Das Haus liegt im Kerngebiet des von der UNESCO als Weltkulturerbe anerkannten Stadtgebietes des Kulturgutes „Historische Altstädte Stralsund und Wismar“. In die Liste der Baudenkmale in Stralsund ist es mit der Nummer 175 eingetragen.